# برادران در بهشت
برادران در بهشت (انگلیسی: Brothers in Heaven؛‏ کره‌ای: 돌아와요 부산항애) با نام اصلی برگرد به بندر بوسان (انگلیسی: Come Back to Busan Port) فیلم اکشن جنایی محصول سال ۲۰۱۷ کره جنوبی به کارگردانی پارک هی جون و با بازی سونگ هون، جو هان سون و یون سو یی است.

## داستان
دو برادر دوقلو که در کودکی و پس از یتیم شدن از یکدیگر جدا شده‌اند، پس از سال‌ها دوری و بی‌خبری، تلاش می‌کنند تا با یکدیگر آشتی کنند. ته جو یک افسر پلیس است و ته سونگ رهبری یک باند محلی را بر عهده دارد، اما هر دو عاشق یک زن می‌شوند. داستان فیلم در شهر بوسان جریان دارد.

## بازیگران
- سونگ هون در نقش ته سونگ
  - جی مین هیوک در نقش جوانی ته سونگ
- جو هان سون در نقش ته جو
- یون سو یی در نقش چان می
  - شین سه هی در نقش جوانی چان می
- کونگ جونگ هوان در نقش سانگ دو
- لی ایک جون در نقش مین گو
- پارک چول مین در نقش کانگ گو
- سون بیونگ هو

## تولید
این فیلم به کارگردانی پارک هی جون ساخته شده است. با اینکه در ژانر اکشن جنایی طبقه‌بندی می‌شود، اما در لایه‌های زیرین خود، نمادهای فلسفی پنهانی دارد که به تمثیل‌های مذهبی اشاره می‌کنند. عنوان کاری فیلم، برگرد به بندر بوسان بود که برگرفته از نام یکی از ترانه‌های معروف خواننده کره‌ای چو یونگ پیل است.